# 1-й провулок Льва Толстого (Житомир)
1-й провулок Льва Толстого — провулок в Корольовському районі Житомира.

## Характеристики
Бере початок від вулиці Володимира Гнатюка. Завершується у 1-му проїзді Польового майдану. Знаходиться на Путятинці. Перетинає річку Малу Путятинку за допомогою мосту. Має перехрестя з провулком Михайла Вербицького. Від 1-го провулка Льва Толстого бере початок 2-й провулок Льва Толстого.

## Історія
Провулок нанесений на плани та мапи міста станом на кінець ХІХ — початок ХХ століття. Станом на 1915 рік відомий як Тюремний. Пізніше провулок дістав назву Ковальський (Кузнєчний). Дані назви провулка походили від тодішніх назв вулиці, нині відомої як вулиця Володимира Гнатюка, з якої починається провулок — Тюремна, пізніше Ковальська (Кузнєчна). Після перейменування у 1958 році вулиці на честь Льва Толстого, було змінено назву провулка Ковальського на 1-й провулок Льва Толстого.
Забудова початку провулка сформувалася на початку ХХ століття. Забудова решти провулка формувалася упродовж першої половини — середини ХХ століття та сформована станом на кінець 1960-х років.